# Gonodactylus torus
Gonodactylus torus är en kräftdjursart. Gonodactylus torus ingår i släktet Gonodactylus och familjen Gonodactylidae. Inga underarter finns listade i Catalogue of Life.